# Tikar (langue)
Pour les articles homonymes, voir Tikar.
Le tikar (ou ndob, ndome, tikali, tikar de l'Est, tikari, tingkala) est une langue bantoïde septentrionale parlée par les Tikar au Cameroun  dans plusieurs régions : la région de l'Adamaoua, le département du Mayo-Banyo, l'arrondissement de Bankim ; la région du Centre, le département de Mbam-et-Kim, l'arrondissement de Ngambè-Tikar, disséminés au nord-ouest de Yoko et au nord-ouest de Foumban ; la région de l'Ouest, le département du Noun, l'arrondissement de Magba ; la région du Nord-Ouest, le département du Donga-Mantung, dans une petite zone frontalière.
Le nombre de locuteurs a été estimé à 110 000 (2005).